# Quaestus autumnalis
Quaestus autumnalis es una especie de escarabajo del género Quaestus, familia Leiodidae. Fue descrita por Escalera en 1898.

## Distribución
Se encuentra en España.

## Subespecies
Se reconocen las siguientes:
- Q. a. autumnalis
- Q. a. brevicornis